# Claude Chevalley
Claude Chevalley (Johannesburg, 11 febbraio 1909 – Parigi, 28 giugno 1984) è stato un matematico francese che diede importanti contributi alla teoria dei numeri, alla geometria algebrica, alla teoria dei campi di classi, alla teoria dei gruppi finiti e alla teoria dei gruppi algebrici; egli inoltre fu uno dei membri del gruppo Bourbaki.

## Biografia
Il padre di Chevalley era un diplomatico francese e i suoi genitori furono gli autori dell'Oxford Concise French Dictionary. Si laureò alla École Normale Supérieure nel 1929, dove studiò sotto la guida di Émile Picard. In seguito trascorse un certo periodo di tempo all'Università di Amburgo, seguendo Emil Artin, e all'Università di Marburg, seguendo Helmut Hasse. In Germania Chevalley venne a contatto anche con matematici giapponesi, tra i quali Shokichi Iyanaga. Chevalley ricevette il dottorato di ricerca nel 1933 dall'Università di Parigi per una tesi sulla teoria dei campi di classi.
Quando scoppiò la seconda guerra mondiale, Chevalley era all'Università di Princeton.  Dopo aver lavorato per l'ambasciata francese, si stabilì negli USA, dapprima a Princeton poi (dopo il 1947) alla Columbia University. Tra suoi studenti americani vi erano Leon Ehrenpreis e Gerhard Hochschild. Durante il suo periodo trascorso negli USA, Chevalley diventò cittadino americano e scrisse una parte sostanziale della sua produzione in inglese.
Quando Chevalley si rivolse per una cattedra alla Sorbonne, le difficoltà che incontrò furono il soggetto dell'opera polemica del suo amico Bourbakista André Weil, intitolata "Science Française?" e pubblicata nella Nuova Rivista Francese (NRF). Chevalley fu il "professore B" dell'opera, come confermato nella nota alla ristampa della raccolta di opere di Weil, Opere scientifiche, volume II. Chevalley ottenne infine una posizione all'Università di Parigi VII nel 1957.
Chevalley ebbe interessi artistici e politici, e fu un membro minore del movimento dei Non-conformisti francesi degli anni '30. La citazione seguente di Pierre Cartier, il coeditore della raccolta delle sue opere, attesta questi interessi:

"Chevalley fu un membro di vari gruppi di avanguardia, sia in politica che nelle arti… I suoi interessi matematici furono la parte fondamentale della sua vita, ma egli non tracciò nessun confine tra essi e il resto della sua vita."

## Opere
Nella sua tesi di PhD, Chevalley diede un importante contributo allo sviluppo tecnico della teoria dei campi di classi, eliminando l'uso delle L-funzioni e sostituendolo con un metodo algebrico. In quei tempi l'uso di gruppi di coomologia era implicito, dissimulato dal linguaggio delle algebre centrali semplici. André Weil nell'introduzione alla sua opera Teoria dei numeri di base attribuì il percorso seguito ad un manoscritto inedito di Chevalley.
Intorno al 1950, Chevalley scrisse un trattato di tre volumi sui gruppi di Lie. Pochi anni dopo, pubblicò l'opera per la quale è meglio conosciuto, le sue ricerche su quelli che sono ora noti come gruppi di Chevalley. Questi gruppi costituiscono 9 delle 18 famiglie dei gruppi finiti semplici.
La discussione accurata di Chevalley sulle condizioni di integralità nell'algebra di Lie di un gruppo semisemplice permise di astrarre le loro teorie da quelle dei campi reali e complessi. Come conseguenza,  possono essere definite analogie sui campi finiti. Questa fu una fase essenziale nell'evoluzione della classificazione dei gruppi finiti semplici. Dopo l'opera di Chevalley, la distinzione tra i “gruppi classici” ai quali si può attribuire un diagramma di Dynkin, e i gruppi sporadici che non vi rientravano, divenne troppo difficile da essere utile. I cosiddetti gruppi twisted delle famiglie classiche possono essere inseriti nel quadro.
Il teorema di Chevalley (chiamato anche teorema di Chevalley-Warning) di solito si riferisce ai risultati ottenuti sulla solubilità delle equazioni su un campo finito. Un altro suo teorema riguarda gli insiemi “costruibili” nella geometria algebrica, cioè quelli che nell'algebra booleana sono generati dagli insiemi aperti e chiusi per la topologia di Zariski. Quest'ultimo teorema afferma che l'immagine di un insieme tramite un morfismo di varietà algebriche è un insieme dello stesso tipo. I logici chiamerebbero questa un'applicazione del metodo di eliminazione dei quantificatori.
Negli anni '50, Chevalley tenne a Parigi alcuni “seminari” di grande importanza: il Séminaire Cartan-Chevalley dell'anno accademico 1955/6, insieme ad Henri Cartan, e il Séminaire Chevalley del 1956/7 e 1957/8. Tali seminari trattavano di argomenti riguardanti i gruppi algebrici, le basi della geometria algebrica ed anche di algebra astratta. Il seminario tenuto da Cartan e Chevalley segnò la genesi della teoria degli schemi, ma il suo sviluppo successivo ad opera di Alexander Grothendieck fu così rapido e completo da oscurare le precedenti tracce storiche. L'opera di Grothendieck riassumeva i contributi più specifici di Serre, Chevalley, Gorō Shimura e altri come Erich Kähler e Masayoshi Nagata.